# Islas Aleipata
Islas Aleipata, son un grupo de cuatro islas deshabitadas en el extremo oriental (la histórica región Aleipata) de la isla de Upolu, Samoa, con una superficie total de 1,68 km²:
- Nu'utele (1,08 km²)
- Nu'ulua (0,25 km²)
- Namua (0,20 km²)
- Fanuatapu (0,15 km²)

Namua y Fanuatapu están en el borde exterior del arrecife de Upolu, con distancias de 0,7 km y 2,5 km de la parte continental de Upolu, respectivamente. Nu'utele y Nu'ulua esta a entre 4 y 6 km más al sur, fuera del arrecife, a una distancia de 1,4 km 3,5 km de Cabo Tapaga, la punta sureste de Upolu.
Estos islotes son los restos erosionados de anillos de toba volcánica. Sólo Namua está abierto para los visitantes. Fanuatapu, que es la isla más oriental, cuenta con un faro. Las islas son importantes lugares de anidación de aves marinas.